# Stoney Plain 135A
Stoney Plain 135A är ett reservat i Kanada.   Det ligger i provinsen Alberta, i den centrala delen av landet, 2 900 km väster om huvudstaden Ottawa.
Runt Stoney Plain 135A är det mycket glesbefolkat, med 3 invånare per kvadratkilometer.